# Dogs (canción de The Who)
«Dogs» es una canción del grupo británico The Who compuesta por el guitarrista Pete Townshend. La canción fue publicada como sencillo en junio de 1968, con «Call Me Lightning» como cara B, y alcanzó el puesto veinticinco en la lista británica UK Singles Chart. Ambas canciones fueron mezcladas originalmente en mono, sin intención de publicarlas en ningún álbum.

## Historia
La letra de «Dog» fue inspirada por Chris Morphet, amigo de Townshend, fascinado por las carreras de galgos. Morphet contribuyó a la grabación, que fue realizada en los Advision Studios de Londres en mayo de 1968, tocando la armónica y cantando los coros. Townshend reservó el estudio por tener el primer equipamiento profesional de ocho pistas en el Reino Unido. Anteriormente, el grupo solo había utilizado magnetófonos de cuatro pistas.
«Dogs» no obtuvo un notable éxito comercial en el momento de su publicación. John Entwistle, bajista del grupo, comentó posteriormente que sonaba como Small Faces y sugirió que hubiera estado mejor que fuese grabada por otros grupos. En las notas de Odds & Sods en 1974, Townshend comentó que «Dogs» fue una de las canciones grabadas durante un periodo en el que el grupo estaba «un poco loco». La canción contiene tanto partes cantadas como habladas, así como contribuciones vocales de tres miembros del grupo: Roger, Pete y John. 
Otra canción, «Dogs (Part Two)», fue posteriormente publicada como cara B del sencillo «Pinball Wizard» en 1969. A pesar del título, las dos canciones no están relacionadas musicalmente hablando: «Dogs (Part Two)» es un tema instrumental acreditado a Keith Moon. Ambas canciones fueron incluidas en el recopilatorio de 1987 Two's Missing. Aunque Two's Missing está actualmente fuera de impresión, «Dogs» está disponible en una remezcla en estéreo en la caja recopilatoria Thirty Years of Maximum R&B, mientras que una mezcla en estéreo de «Dogs (Part Two)» fue incluida en la edición deluxe de Tommy en 2003. 

## Personal
- Roger Daltrey: voz
- John Entwistle: bajo
- Pete Townshend: guitarra
- Keith Moon: batería
- Chris Morphet: armónica y coros